# طابع صليب القديس أندرو
طابع صليب القديس أندرو (بالإنجليزية: St. Andrew's cross)‏ أو طابع الصليب في مجال هواية الطوابع هو طابع بريدي يحمل رمز صليب، وهو صليب (شعار عادي) أو تصميم x متقاطع يظهر على بعض مواد الطوابع؛ على بعض أوراق الطوابع وملصقات الرقيب وبعض أوراق الرسائل الجوية للقوات البريطانية التي صدرت خلال الحرب العالمية الثانية.

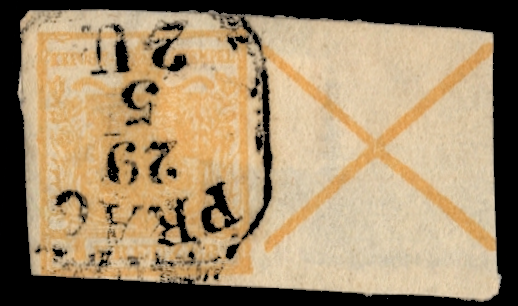
النسخة الوحيدة المعروفة من الطابع النمساوي الصادر عام 1850، وهو طابع أصفر عيار 1 كرون نمساوي يحمل علامة صليب القديس أندرو. الغي الطابع في براغ. وبيع هذا الطابع النادر في مزاد علني مقابل 16,000 يورو في 6 ديسمبر 2008

توجد صلبان القديس أندرو الأولى على أول إصدار من طوابع البريد النمساوية في 1 يونيو 1850 الذي طبعته شركة فيينا للطباعة الحكومية. وهي صلبان ملونة موجودة بدلاً من مواضع الطوابع الأربعة الأخيرة على كل ورقة كما بيعت للجمهور. وقد أدى ترك الملصقات الأربعة الأخيرة خالية إلى حدوث مشكلة؛ حيث يمكن أن يستخدم المزورون الملصقات الفارغة لإنتاج طوابع مزيفة. ولهذا السبب، تقرر جعلها غير قابلة للاستخدام بطباعة تصميم صليب القديس أندرو.

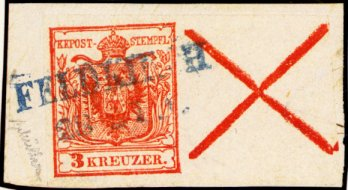
طابع نمساوي صدر عام 1850 أحمر اللون يحمل علامة صليب القديس أندرو. الغي الطابع في فيلدكيرش

تكون الصلبان بنفس لون الطوابع الخاصة بها وتوجد في نوعين مختلفين. إما أن تكون ملونة على خلفية بيضاء أو العكس. وتوجد دائمًا في الصف الأخير من الورقة ويمكن وضعها إما في المنتصف أو على الحافة اليسرى أو اليمنى.

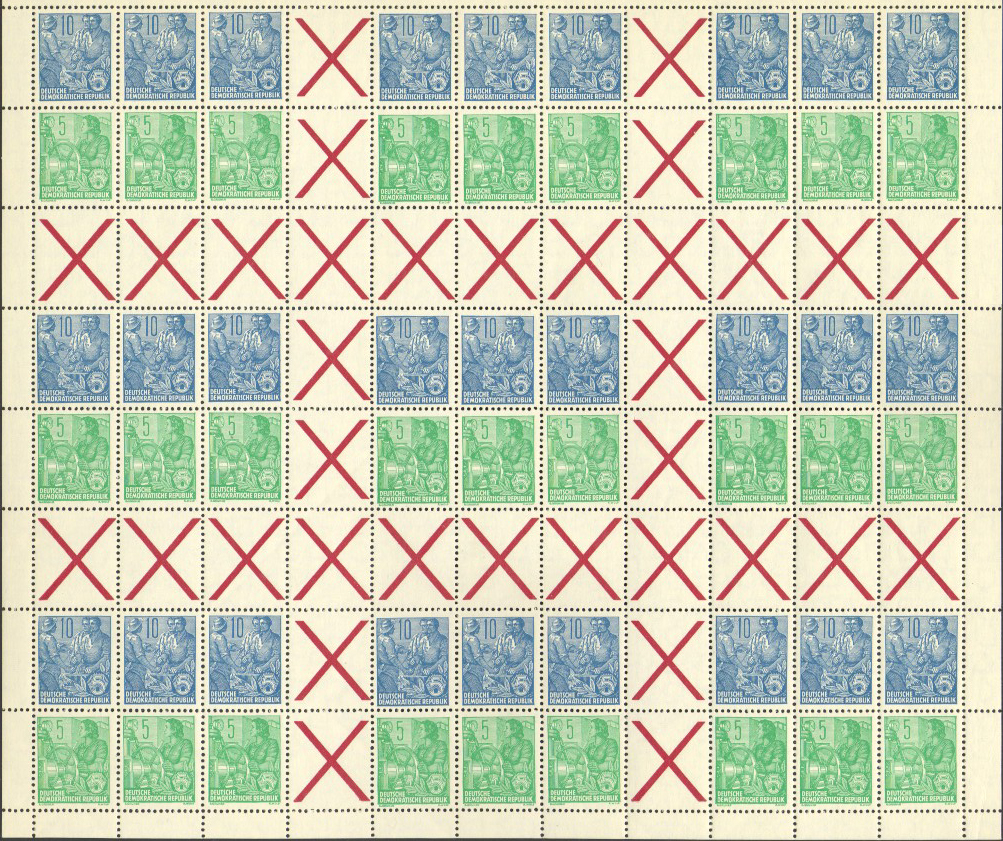
صحيفة طوابع جمهورية ألمانيا الديمقراطية لعام 1953 مطبوع عليها صليب القديس أندرو في الحواف

في ذلك الوقت، كانت ورقة الطوابع تطبع محتوية على أربعة أجزاء أو أوراق، كل منها يحتوي على ثمانية صفوف وأعمدة بها 64 تشكيلة في كل جزء. كان من المهم ألا يكون هناك دفع غير متساوٍ عند شراء عدة أوراق (على سبيل المثال، الشراء من قبل الشركات). كانت عملة النمسا الموجودة في النمسا هي الفلورين، وكانت قيمة كل منها 60 كروتز. لهذا السبب، اعيد النظر في فكرة ترك الحقول الأربعة الأخيرة من الورقة خالية. على سبيل المثال، عند شراء سبع أوراق من فئة 6 كروتزر، كان السعر 42 بدلاً من 44 و48 كروتزراً. ومع بدء التداول بالعملة الجديدة في عام 1858 (100 كروتزر = 1 فلورين)، لم تعد هناك حاجة إلى صليب القديس أندرو وتوقف استخدامه.

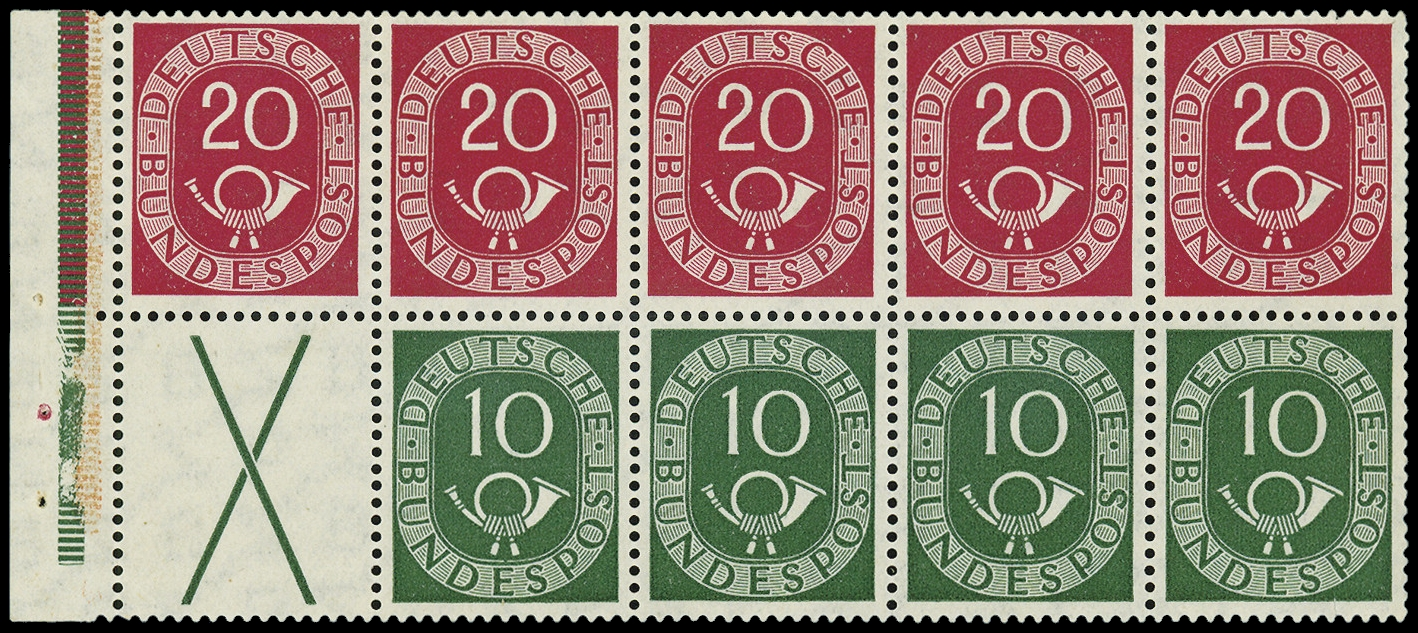
طوابع المانية صادرة عام 1951 ويلاحظ جزء فارغ منهُ رسم فيهِ صليب واحد للقديس أندرو

استُخدمت صلبان القديس أندرو مرة أخرى لفترة قصيرة خلال إصدار عام 1917 من طوابع المناولة الخاصة التي كانت تتألف من 13 صفاً وثمانية أعمدة، بحيث كان هناك 104 طوابع مناولة خاصة على الجزء الواحد. استُبدلت الطوابع الأربعة الوسطى في الصف السفلي بصلبان القديس أندرو. لم يكن من المقرر في الأصل إصدار وطباعة هذه الأوراق بصلبان القديس أندرو ولكن بسبب الرفض العام للطابع المثلث السابق تقرر تغيير الشكل الأفقي لإصدار هذه الطوابع.
وتحظى صلبان القديس أندرو بشعبية كبيرة بين هواة جمع الطوابع اليوم. ومع ذلك، فقد نجا عدد قليل من صلبان القديس أندرو من الإصدار الأول والتي بقيت مرتبطة بطابع مجاور. لم تكن تُلاحظ في ذلك الوقت إلا نادراً ودائماً ما كانت تُمزق أو تُقطع. وقد استُخدمت بعض ملصقات صليب القديس أندرو لختم الرسائل لأنها كانت ملصقة بالصمغ، لذلك لا يزال هناك العديد من القطع الفردية أو الشرائط الأربعة الموجودة. نظرًا لأن طوابع البريد كانت أكثر انتشارًا في ذلك الوقت مع تواجد العديد من صلبان القديس أندرو من إصدار عام 1916.

## ملصقات الرقابة
في محطة الرقيب البريدي الإمبراطوري في برمودا كانت صلبان القديس أندرو توضع عادةً بقلم التلوين، أحمر أو أزرق أو أسود، على ملصقات أو أشرطة إعادة ختم البريد المستخدمة لختم البريد المحال إلى نائب مساعد الرقيب أو إلى قسم آخر للتقييم. وضعت بعض الصلبان بعد لصق ملصقات الرقيب على الغلاف نظرًا لأن الصليب كان يظهر فقط على الجزء الأمامي من الملصق. كما سجلت ملصقات صليب القديس أندرو على بريد محكمة الجوائز الذي حجز في برمودا ثم افرج عنه أو جرى بيعه بعد الحرب، في أواخر عام 1945 وعام 1946.
يظهر ملصق رقابة إمبراطوري، P.C.90، مع رقم هوية الرقيب 1000، مع عبارة "للاستخدام المدرسي فقط" في أعلى ملصق الرقابة الذي استعمل لأغراض التدريب. ومع ذلك، فإن موقع الاستخدام غير واضح، وقد يكون في المملكة المتحدة أو جبل طارق أو برمودا.

## رسائل البريد الجوي

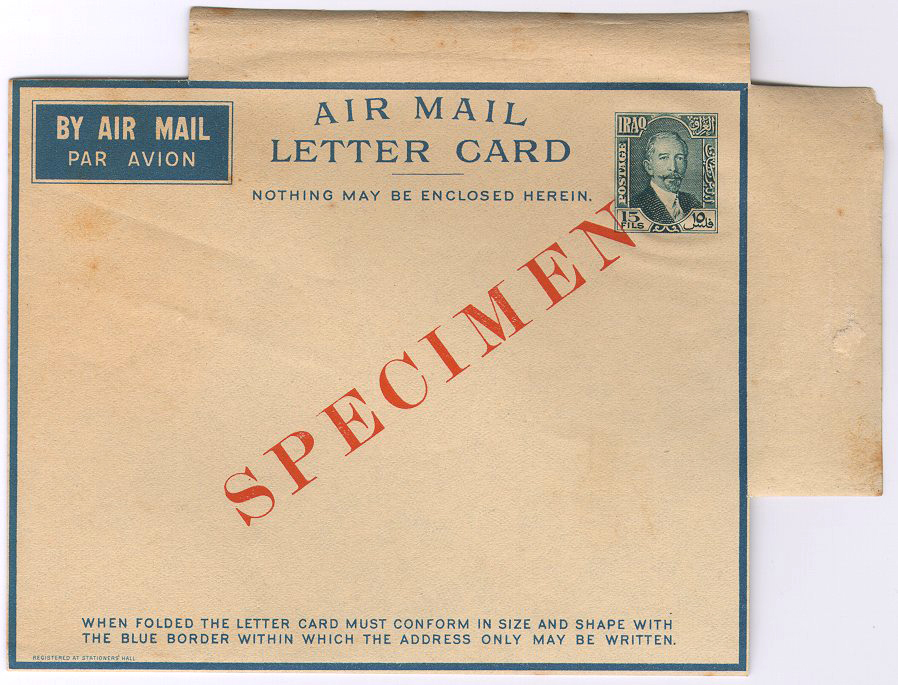
أول نموذج للرسالة الجوية المظروفة طبع في العراق عام 1933 وكان عليها صورة طابع لملك العراق فيصل الأول وطبعها برادبري ويلكنسون

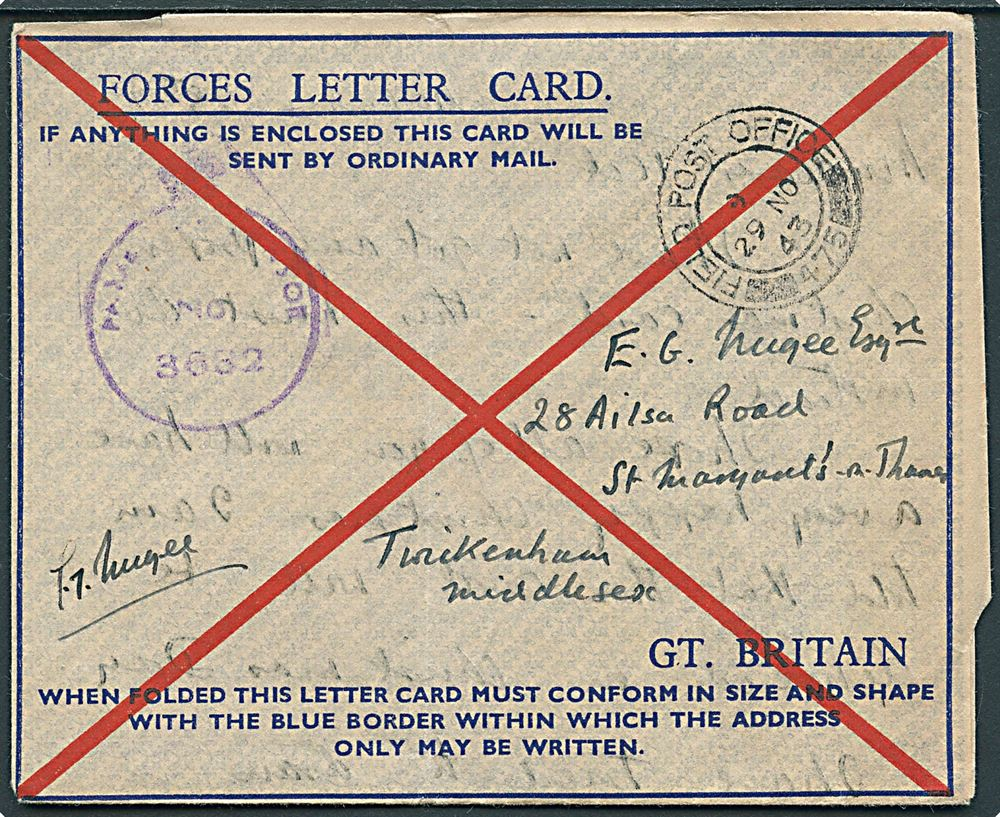
رسالة جوية مظروفة عليها رسم الصليب

أُصدرت ورقة رسائل بريدية خاصة للبريد الجوي من القرطاسية البريدية بعنوان "بطاقة رسائل القوات"، والمعروفة الآن باسم "إيروغرام"، خلال الحرب العالمية الثانية للقوات العسكرية البريطانية وصدر عدد قليل منها مع وجود رمز صليب القديس أندرو الكبير المطبوع على الجزء الأمامي من الرسالة الجوية.

## روابط خارجية
- X is for X-cancel Alphabetilately
- Austria & Lombardy Venetia issue of 1850 archive
- AskPhil.org Collectors Club of Chicago